# Gasoline Alley
El callejón de la gasolina (Gasoline Alley) es una tira de prensa creada por Frank King y distribuido actualmente por Tribune Media Services.
Publicada por primera vez el 24 de noviembre de 1918, ocupa el segundo lugar entre las tiras que más tiempo llevan editándose en los Estados Unidos y ha recibido el espaldarazo de la crítica por sus influyentes innovaciones. Además de su color y diseño de páginas llenos de inventiva, King introdujo la continuidad temporal real en las tiras de prensa mostrando como sus personajes maduraban y envejecían con el transcurso de las generaciones.

## Trayectoria
King fue sustituido por sus antiguos ayudantes, responsabilizándose Bill Perry de las tiras dominicales en 1951 y Dick Moores, que había sido contratado en 1956, de las diarias en 1959. Cuando Perry se retiró en 1975, Moores tomó también las riendas de los dominicales, combinándolas con las diarias en una única continuidad a partir del 28 de septiembre de 1975. Moores falleció en 1986, y desde entonces Gasoline Alley ha sido escrito y dibujado por Jim Scancarelli, antiguo ayudante de Moores.